# Contea di Marshall (Virginia Occidentale)
La contea di Marshall (in inglese Marshall County) è una contea dello Stato della Virginia Occidentale, negli Stati Uniti. La popolazione al censimento del 2000 era di 35 519 abitanti. Il capoluogo di contea è Moundsville.
Si trova nel panhandle settentrionale dello stato.